# ذا برايكرز (قصر)
ذا برايكرز قصر من قصور ڤاندربلت يقع في جادة أوكرا پوينت في مدينة نيوبورت بولاية رود أيلند الأميركية على ساحل المحيط الأطلسي. أصبح المبني معلما تاريخيا وطنيا في الولايات المتحدة سنة 1994 وينضم إلى منطقة جادة بالڤيو التاريخية. ذا برايكرز هو تابع لجماعية الحفاظ على مقاطعة نيوبورت التي تديره وهو مفتوح للزيارة طوال السنة. 

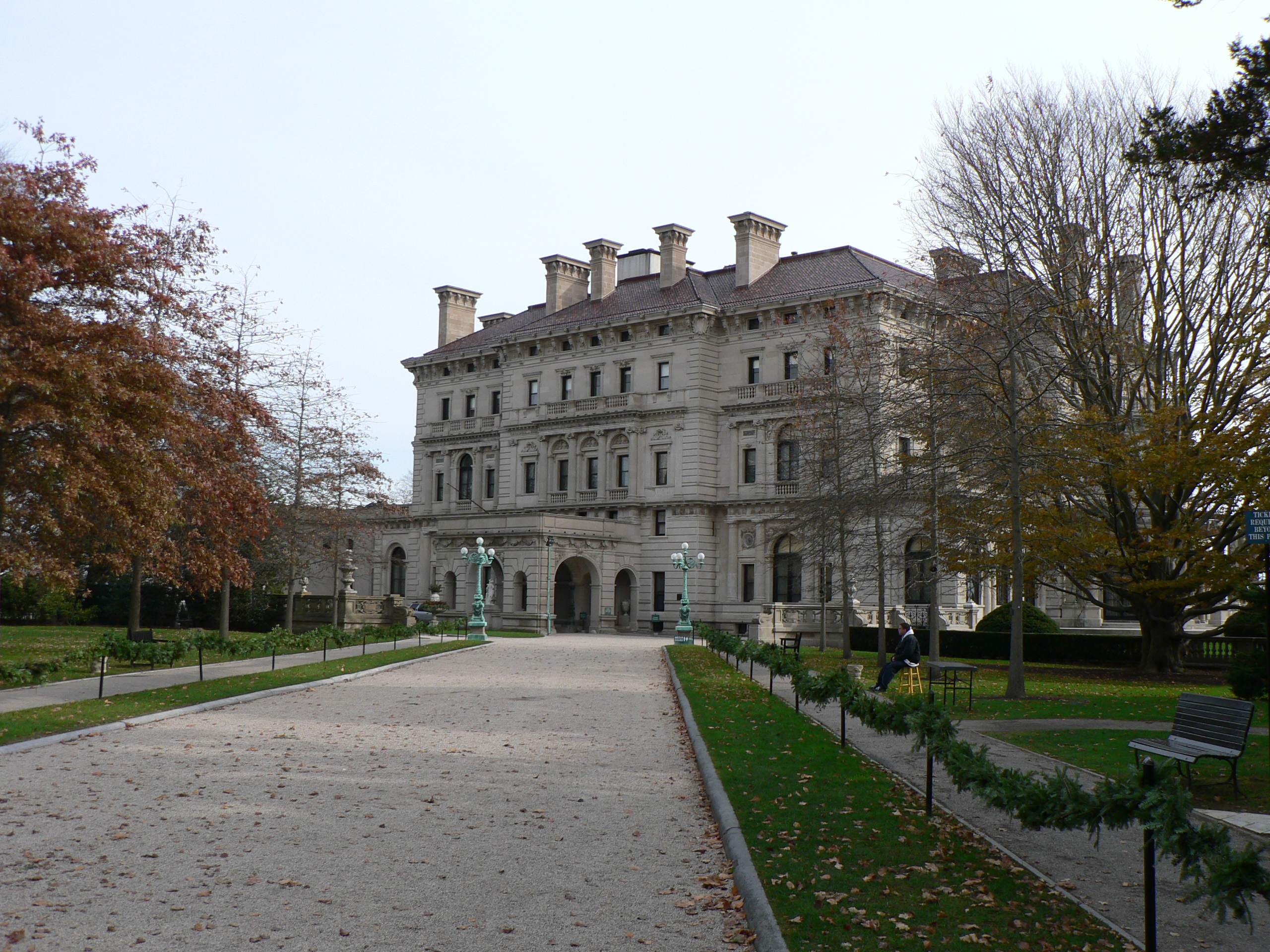
منظر ذا برايكرز من الممر الأمامي

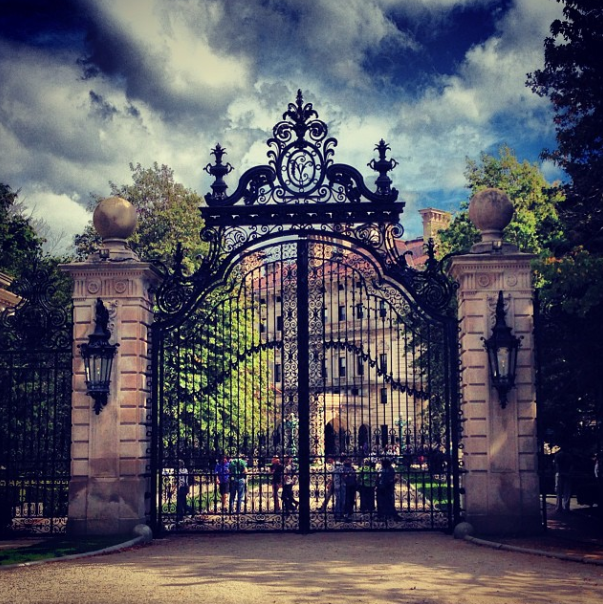
البوابة الرئيسية، 2013

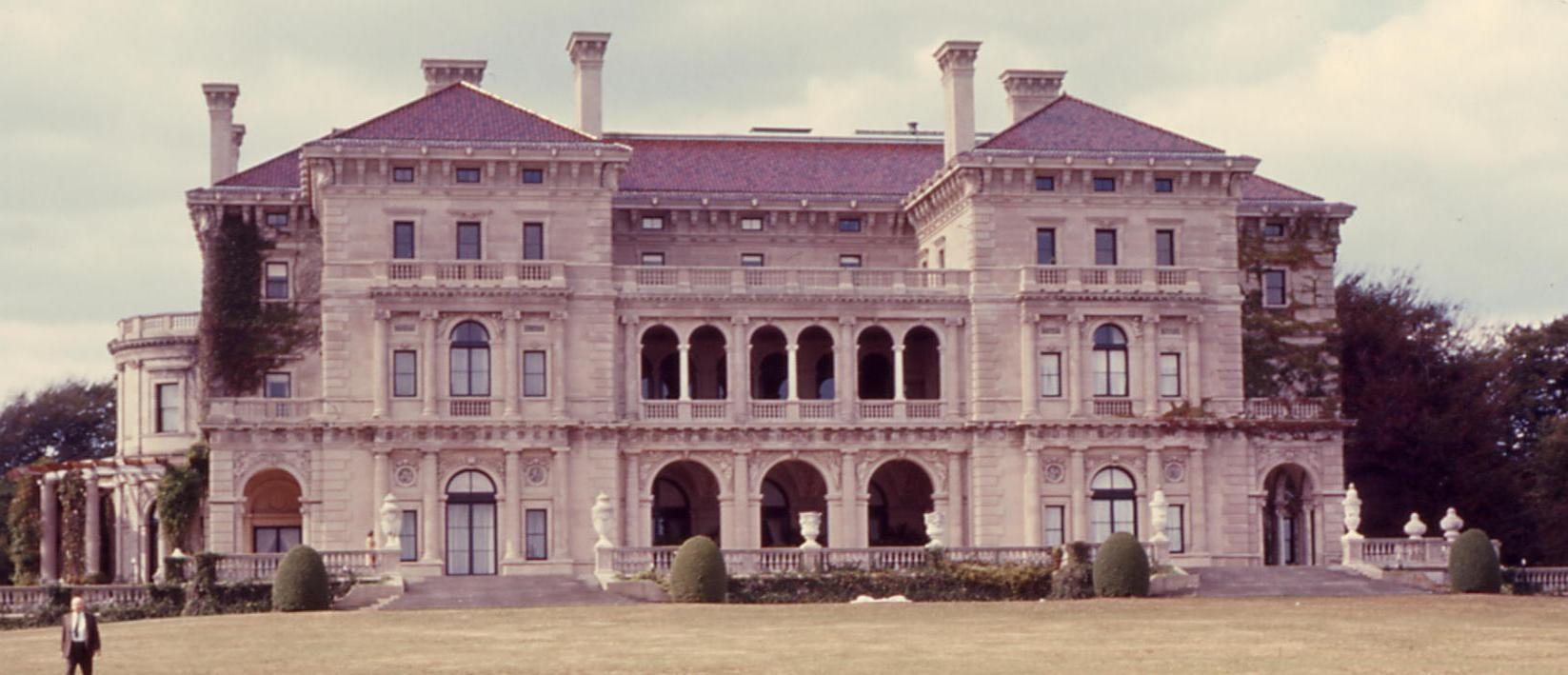
الخالف مواجه البحر

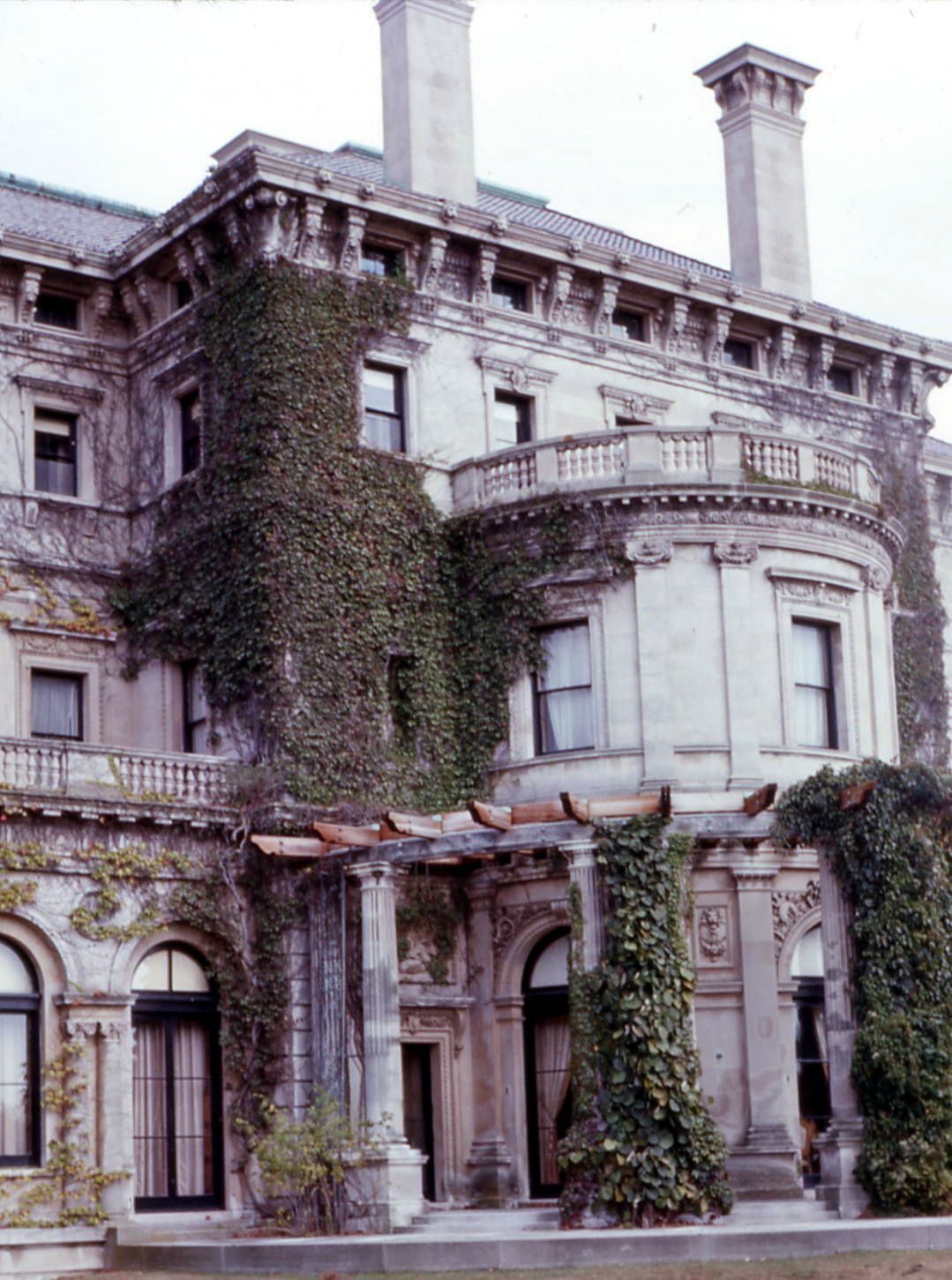
منظر القصر الجانبي، 1968

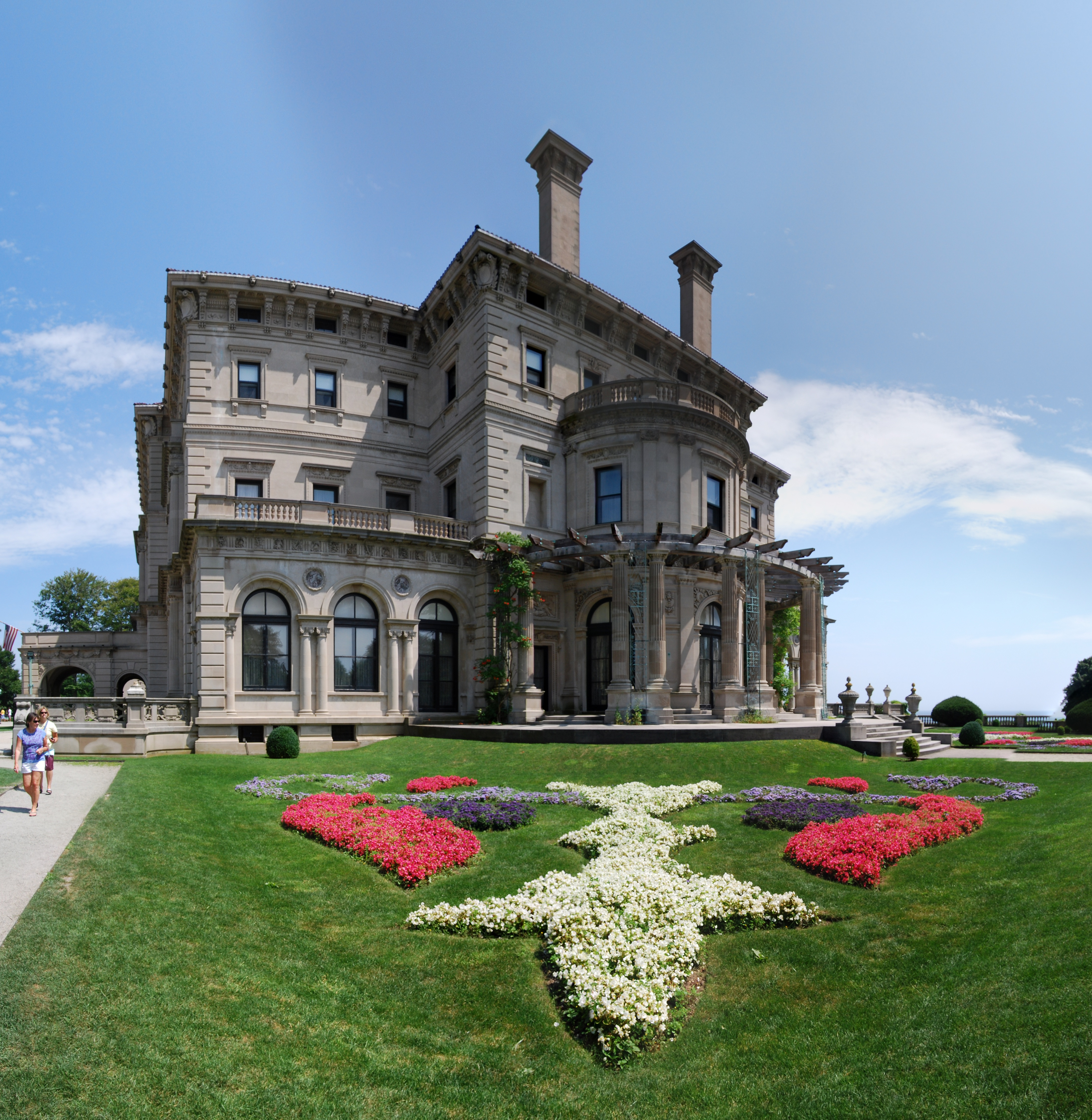
حديقة ذا برايكرز

## تخطيط

### السرداب
- غسيل الملابس
- حمّامات الخُدم

### الطابق الأول

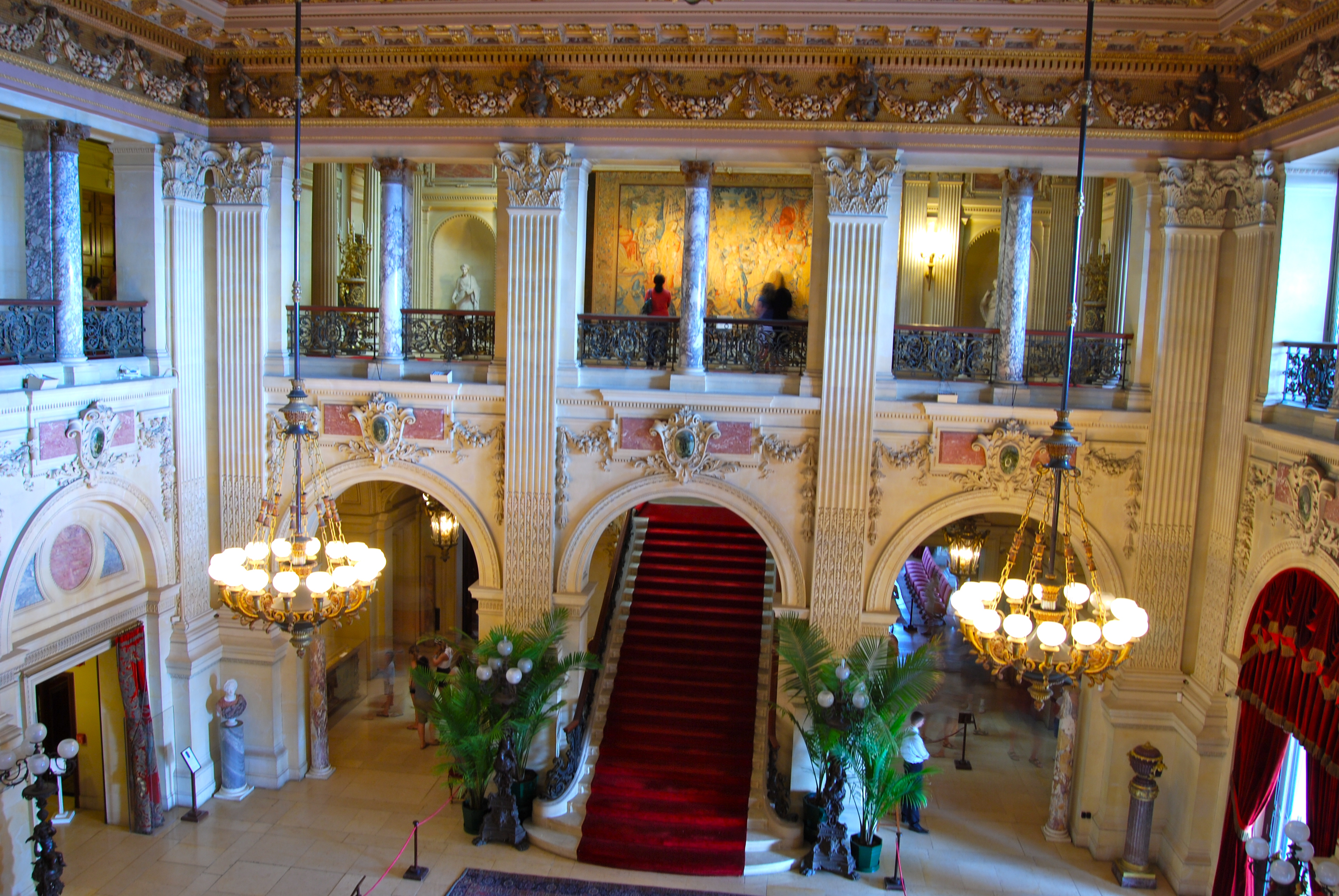
الصالة الكبيرة

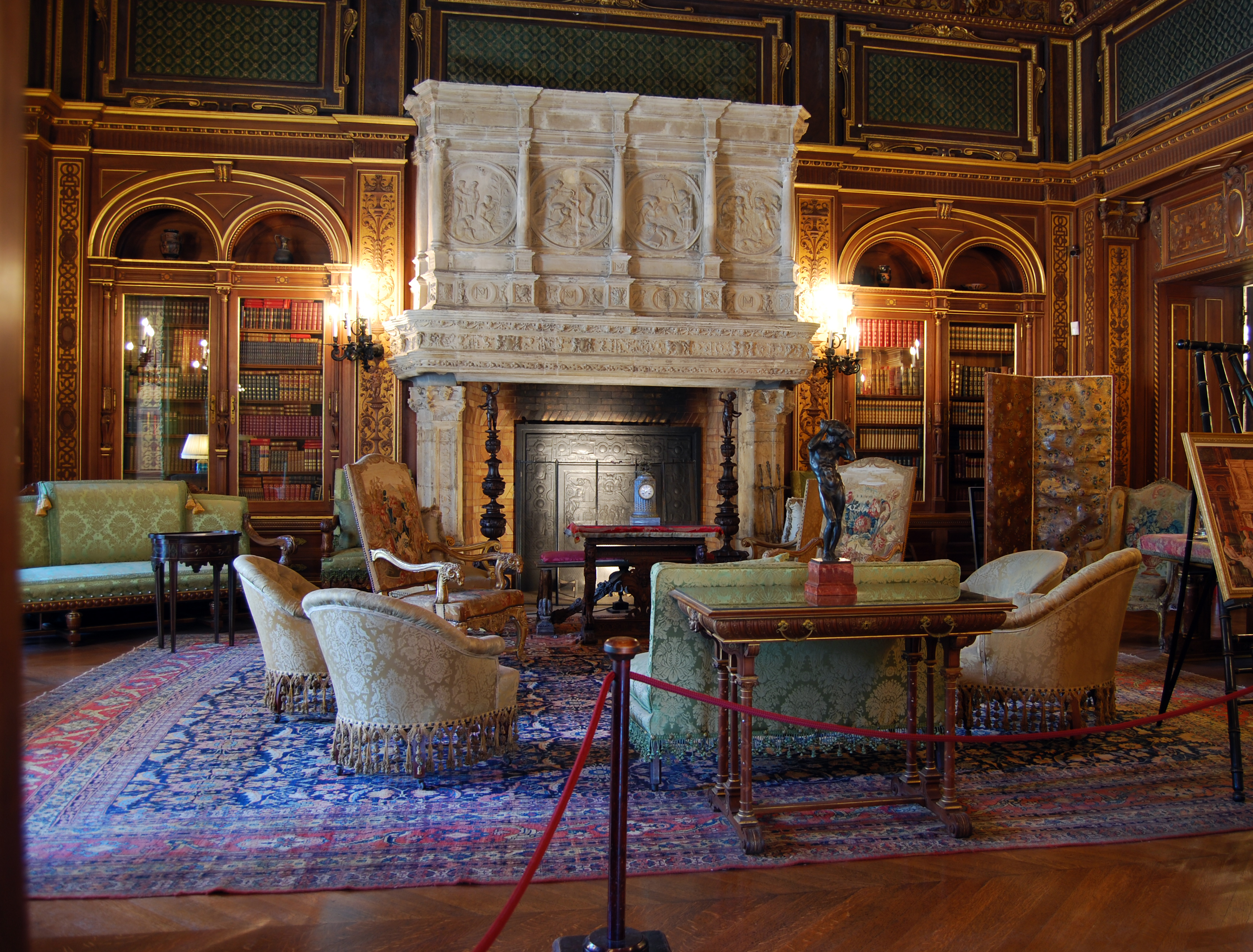
المكتبة

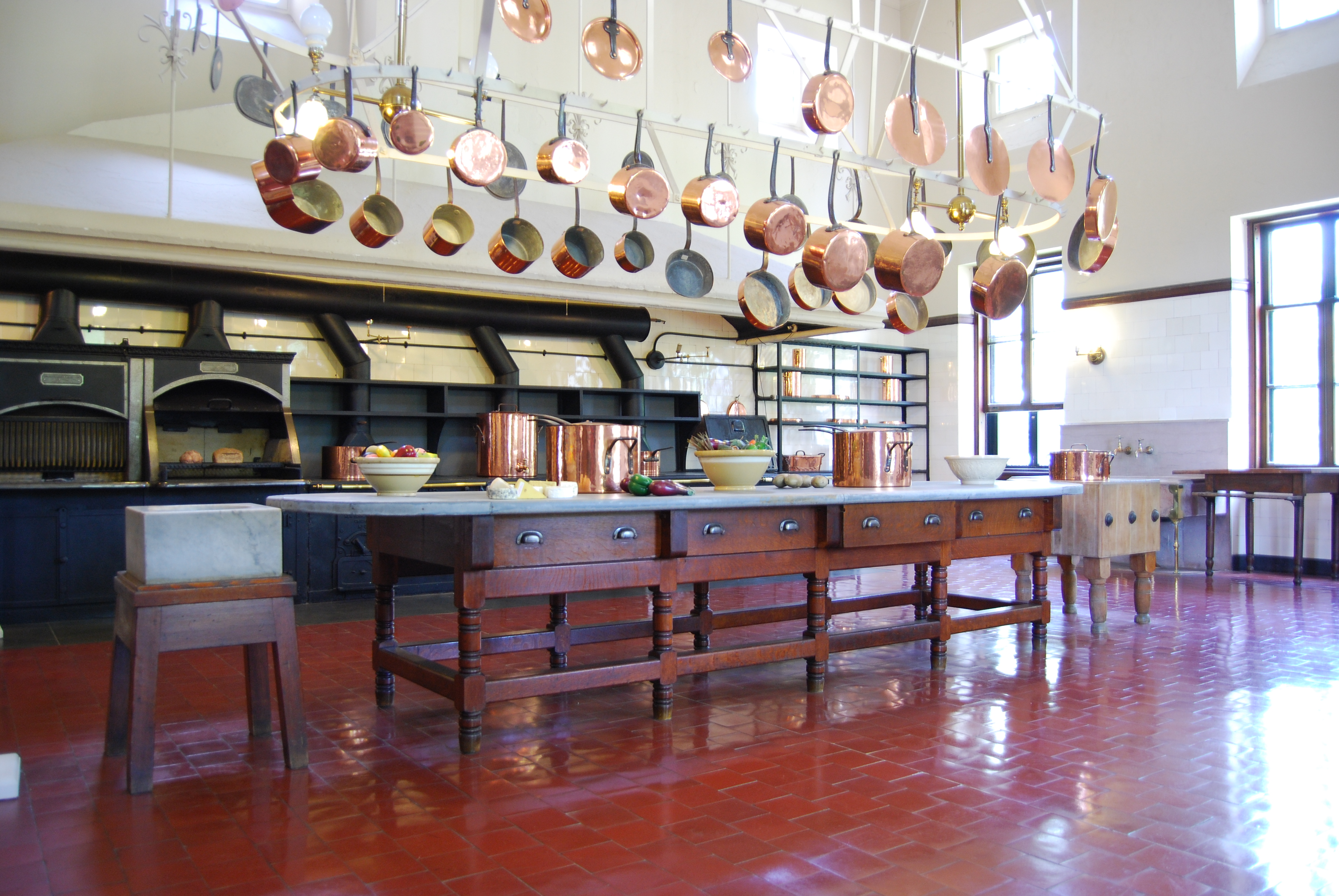
المطبخ

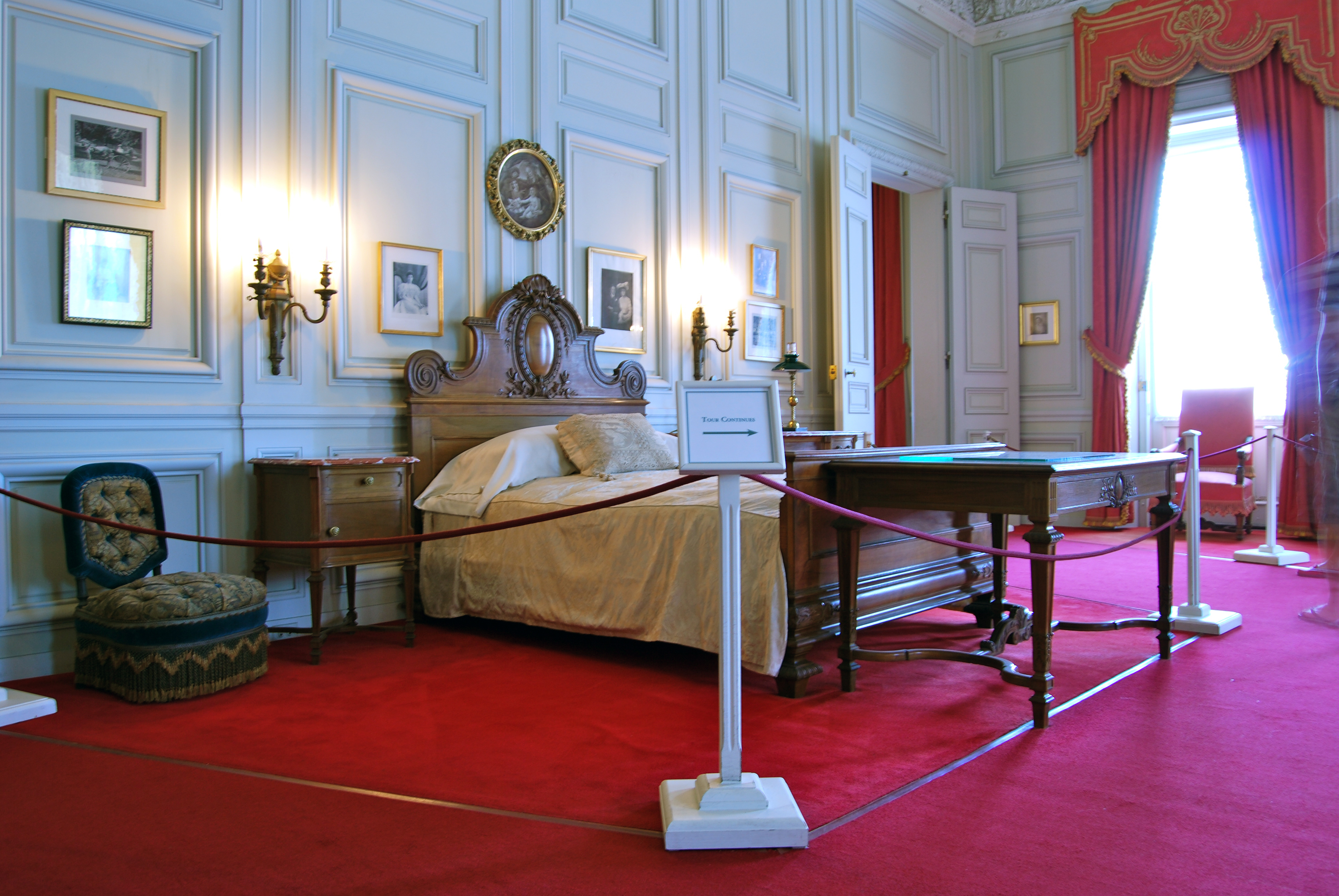
غرفة السيد ڤاندربلت

- ردهة المدخل
- حجرة الاستقبال للرجال
- حجرة الاستقبال للنساء
- الصالة الكبيرة (50 قدم (15 م) × 50 قدم (15 م) × 50 قدم (15 م))
- الدرج الرئيسي
- الرواق المعمد
- المكتبة
- غرفة الموسيقى
- غرفة الصباح
- الحجرة السفلى
- غرفة البلياردو
- غرفة الطعام 2,400 قدم مربع (220 م2)
- غرفة الإفطار
- مخزن الأطعمة
- المطبخ

### الطابق الثاني
- غرفة السيد ڤاندربلت
- غرفة السيدة ڤاندربلت
- غرفة الآنسة گرترود ڤاندربلت
- الحجرة العليا
- غرفة الضيف
- غرفة السيدة شاتشاني

## مواد
- الأساس: طابوق وخرسانة وحجر جيري
- الجملونات: صلب (سبيكة)
- الحيطان: حجر جيري من ولاية إنديانا
- السطح: بلاط طين نضيج حمراء
- ألواح الحيطان: ورقة بلاتينية (فقط ألواح النقش البارز الثماني للشخصيات الأسطورية)
- [2]
- مواد أخرى: رخام (لوحات الإشارة), حديد مطاوع (البوابات والأسوار)